# Mary Selway
Mary Selway est une directrice de casting britannique née le 14 mars 1936 et morte le 21 avril 2004. Elle a notamment dirigé la distribution de films Indiana Jones, Alien, Star Wars, mais aussi de comédies romantiques à succès telles que Coup de foudre à Notting Hill et Love Actually.
Jusqu'à ce que l'industrie du cinéma britannique crée une catégorie de récompenses pour ses meilleurs directeurs de casting lors de la cérémonie des BAFTA, en 2020, Mary Selway est considérée comme la plus influente directrice de casting du Royaume-Uni.

## Biographie
Selway nait à Norwich le 14 mai 1936, fille d'un directeur de cinéma et d'une imprésario. À l'âge de treize ans, elle s'inscrit à l'Italia Conti Academy of Theatre Arts de Londres pour y étudier le théâtre, mais renonce à 19 ans à devenir actrice. Elle commence d'abord à travailler comme assistante de production pour ITV avant de se diriger vers le casting, d'abord dans l'équipe de Miriam Brickman puis, à partir de 1969, dans celle de Lindsay Anderson au Royal Court Theatre de Londres. À l'âge de 34 ans, elle devient elle-même directrice de casting.
Selway vit dix-neuf ans avec l'acteur Keith Buckley avec qui elle a deux filles : l'agent Kate Buckley et l'actrice Emma Buckley. Au cours de ses quatorze dernières années, elle partage sa vie avec la productrice américaine Ileen Maisel.
Selway meurt d'un cancer à Londres à l'âge de 68 ans. Le prix Rising Star (« étoile montante ») de la British Academy of Film and Television Arts (BAFTA) est créé après le décès de Selway et lui est dédié. Il vise à mettre en avant cinq jeunes comédiens, choisis indépendamment de leur sexe ou de leur nationalité, qu'ils soient apparus dans des films, à la télévision ou dans les deux. Un hommage lui est également rendu dans le générique de fin du film Harry Potter et la Coupe de feu.
Un documentaire biographique retraçant sa vie et intitulé A Cast of Thousands: The Life of Mary Selway est prévu un temps. D'après sa réalisatrice Isabelle Gregson, il vise « à donner à ceux qui n'ont pas eu le plaisir de connaître [Mary Selway] une idée de son énorme contribution au cinéma à travers les yeux et les mots de ceux qui l'ont connue et aimée. »

## Carrière
Dans sa carrière longue de trois décennies, Selway collabore avec nombre de réalisateurs renommés, parmi lesquels Steven Spielberg, Roman Polanski, Clint Eastwood, John Boorman, Sydney Pollack, Robert Altman, Michael Apted, Nicolas Roeg, Fred Schepisi, Fred Zinnemann et Ridley Scott. Responsable du casting de 104 films, elle acquiert dans l'industrie la réputation d'être à la fois juste, déterminée, et irrévérente, en plus de porter à bout de bras les comédiens qu'elle repère et qu'elle suit attentivement dans leur parcours. Pour repérer de nouveaux nouveaux talents d'acteurs, elle visionne notamment des films du monde entier et assiste à des représentations théâtrales parfois modestes. Lors de la cérémonie des BAFTA Awards 2001, elle reçoit le prix professionnel Michael Balcon, en récompense de sa contribution exceptionnelle au cinéma britannique.

## Filmographie sélective
Mary Selway a notamment été directrice de casting sur les films suivants :
- Alien (1979)
- Outland (1981)
- Les Aventuriers de l'arche perdue (1981)
- À la recherche de la Panthère rose (1982)
- Star Wars, épisode VI : Le Retour du Jedi (1983)
- L'Héritier de la Panthère rose (1983)
- Indiana Jones et le Temple maudit (1984)
- Top secret ! (1984)
- Aliens, le retour (1986)
- Withnail et moi (1987)
- Gorilles dans la brume (1988)
- La Maison de la Russie (1990)
- Roi Ralph (1991)
- Lancelot, le premier chevalier (1995)
- L'Ombre et la Proie (1996)
- Perdu dans l'espace (1998)
- Coup de foudre à Notting Hill (1999)
- Capitaine Corelli (2001)
- Enigme (2001)
- Gosford Park (2001)
- K-19 : Le faiseur de veuves (2002)
- Amour interdit (2003)
- Love Actually (2003)
- Master and Commander : De l'autre côté du monde (2003)
- Les Chroniques de Riddick (2004)
- Thunderbirds (2004)
- Délires d'amour (2004)
- Vanity Fair : La Foire aux vanités (2004)
- Rochester, le dernier des libertins (2004)
- Harry Potter et la coupe de feu (2005)